# Грибів (гміна)
Гміна Грибів (пол. Gmina Grybów) — сільська гміна у південній Польщі. Належить до Новосондецького повіту Малопольського воєводства.
Станом на 31 грудня 2011 у гміні жило 24041 особа.

## Площа
Згідно з відомостями за 2007 рік площа гміни становила 153.01 км², у тому числі:
- орні землі: 61.00%
- ліси: 33.00%

Отже площа гміни становить 9.87% площі повіту.

## Села
Біла Нижня, Більцарева, Вафка, Вискітна, Грудек, Кружльова Вишня, Кружльова Нижня, Канцльова, Польна, Пташкова, Сьолкова, Стара Весь, Струже, Флоринка, Ходорова, Ценява

## Населення
Станом на 31 грудня 2011:
| Опис     | Загалом | Загалом | Чоловіки | Чоловіки | Жінки | Жінки |
| -------- | ------- | ------- | -------- | -------- | ----- | ----- |
| одиниця  | осіб    | %       | осіб     | %        | осіб  | %     |
| все      | 24041   | 100     | 12129    | 50.45    | 11912 | 49.55 |
| міське   | 0       | 100     | 0        |          | 0     |       |
| сільське | 24041   | 100     | 12129    | 50.45    | 11912 | 49.55 |

## Релігія
Доки виселили лемків у 1945 році в СРСР та депортували в 1947 році в рамках акції Вісла, у селах гміни були греко-католицькі церкви парафій Грибівського деканату:
- парафія Більцарева: Більцарева, Грибів
- парафія Флоринка: Флоринка, Вафка

## Сусідні гміни
Гміна Грибів межує з такими гмінами: Бобова, Горлиці, Грибів, Камйонка-Велька, Коженна, Криниця-Здруй, Лабова, Лужна, Ропа, Устя-Горлицьке, Хелмець.